# Philodromus validus
Philodromus validus là một loài nhện trong họ Philodromidae.
Loài này thuộc chi Philodromus. Philodromus validus được Willis J. Gertsch miêu tả năm 1933.